# راند هامل
راند هامل (بالإنجليزية: Rand Hummel)‏ هو كاتب أمريكي، ولد في 18 سبتمبر 1956.